# Domenico Fancelli
Domenico Fancelli (Settignano, 1469 – Saragozza, 1519) è stato uno scultore italiano attivo fondamentalmente in Spagna, dov'è fu uno dei caposcuola del Rinascimento spagnolo.

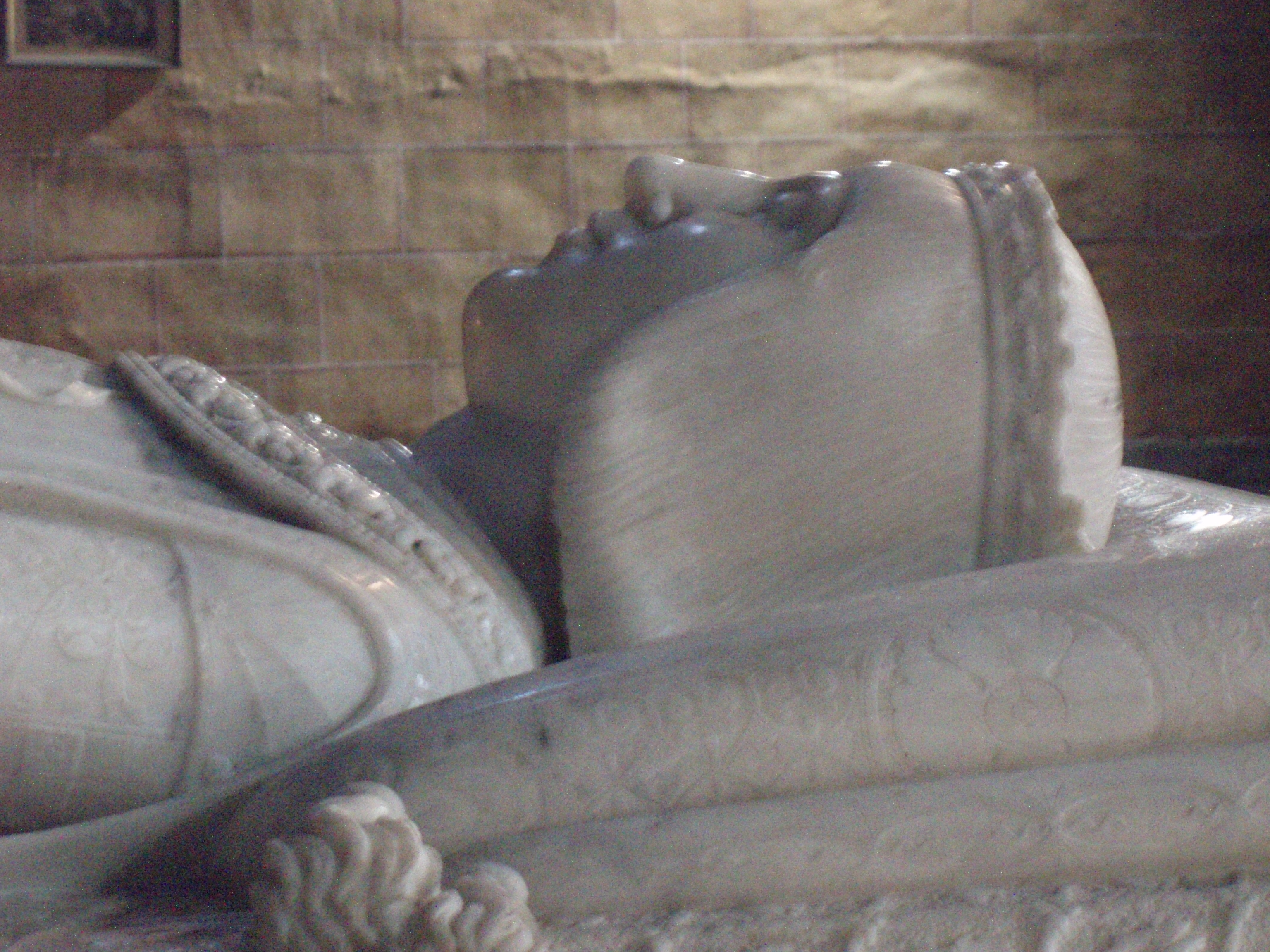
Dettaglio del sepolcro del principe Don Juan di Aragona e Castiglia.

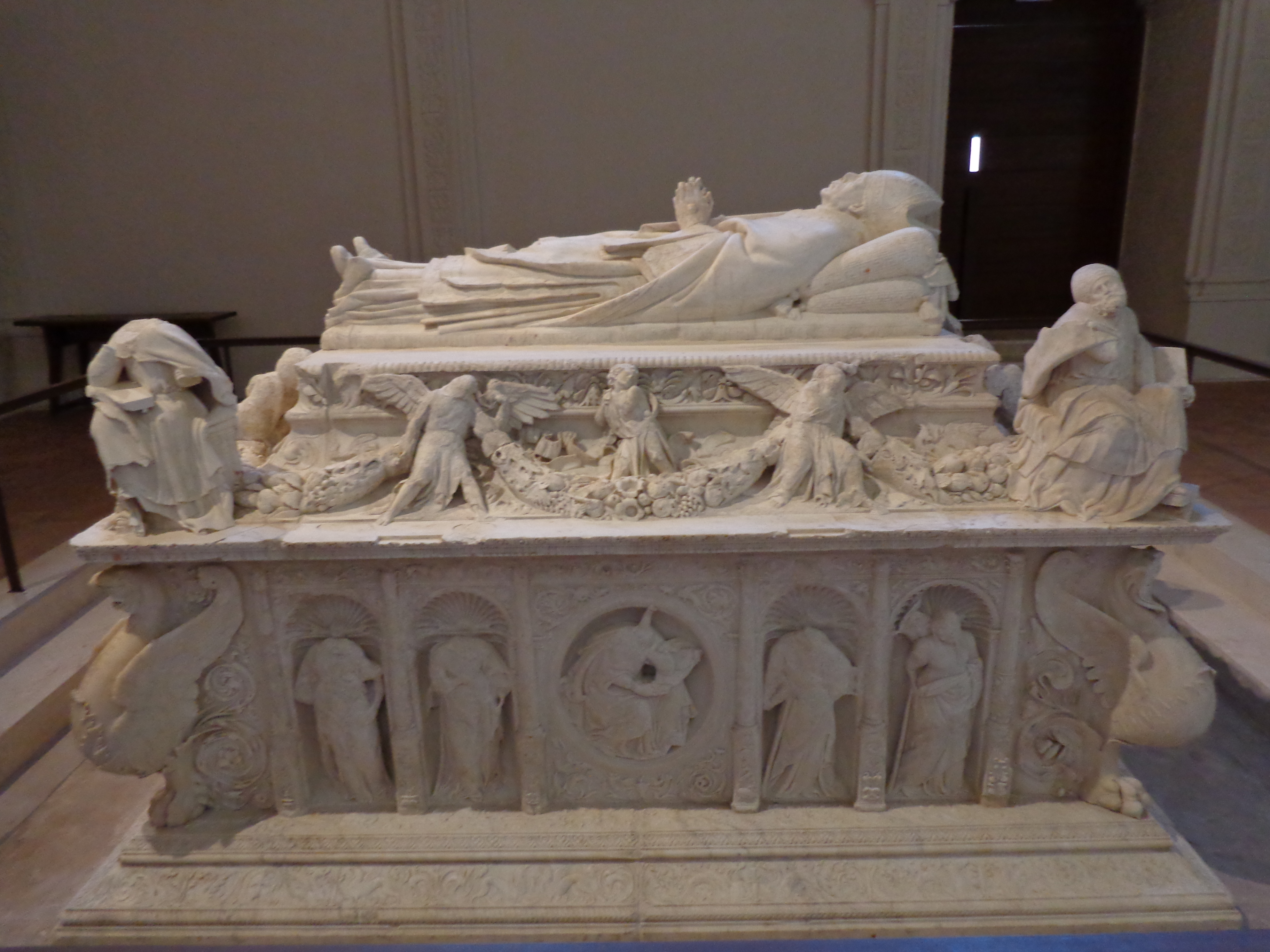
Cenotafio del cardinale Cisneros ad Alcalá di Henares.

Le sue opere più importanti sono il sepolcro del cardinale Diego Hurtado di Mendoza, nella cattedrale di Siviglia, dei Re Cattolici nella cattedrale di Granada e il cenotafio del cardinale Francisco Jiménez de Cisneros, nella cappella di Santo Ildefonso ad Alcalá di Henares.

## Biografia
Studiò a Firenze e a Roma. Per incarico del conte di Tendilla, scolpì a Genova il sepolcro di Diego Hurtado de Mendoza, fratello del conte, che era deceduto nel 1502. Successivamente il sepolcro venne trasportato in Spagna e Fancelli lo inserì nella Cattedrale di Siviglia.
Nel 1510 ricevette l'incarico di realizzare il sepolcro del principe Don Juan, erede prematuramente deceduto dei Re cattolici, per il Monastero reale di San Tommaso, ad Ávila, e il successo ottenuto con questa opera gli valse la commissione di quella che è probabilmente la sua opera più nota, il sepolcro dei Re cattolici nella Cappella Reale della cattedrale di Granada, terminato nel 1517. Rivette l'incarico di realizzare anche i monumenti funebri dei re Giovanna di Castiglia e Filippo I, ma morì prima di completare l'opera, poi conclusa da Bartolomé Ordóñez.
Ebbe un grande influsso sulla scultura spagnola, come può vedersi nell'opera di artisti come Vasco de la Zarza.